# 妻夫木聡
妻夫木 聡（つまぶき さとし、1980年〈昭和55年〉12月13日 -）は、日本の俳優。愛称は、ブッキー。福岡県柳川市生まれ、神奈川県横浜市出身。ホリプロ所属。妻は女優のマイコ。

## 略歴
福岡県柳川市で生まれ、小学校2年生の時に航空会社で整備士として働いていた父の転勤で神奈川県横浜市に引っ越す。
デビュー前の高校時代から雑誌『東京ストリートニュース』で読者モデルとして人気を博し、表紙のモデルを何度も務めていた。90年代後半にカリスマ高校生ブームを作ったスーパー高校生と呼ばれていた一人である。
1997年、ナムコ（後のバンダイナムコゲームス）がアミューズ、ホリプロ、ニッポン放送とタイアップして発売されたアーケードゲーム『ザ・スタアオーディション』のオーディションイベント「アホポン・プロジェクト」で参加者約300万人の中から選ばれ第1回グランプリを獲得。これが俳優になったきっかけとなる。その後所属したホリプロは戦略として当初アイドル雑誌のレギュラーはあえて狙わず、流行していたストリート系雑誌に大小問わず毎月使ってもらい、ショップ店員と並んで写真撮影したり出し方など編集者と打ち合わせて「妻夫木はおしゃれでカッコイイ」というイメージを作り出した。
1998年、フジテレビヤングシナリオ大賞受賞作のテレビドラマ『すばらしい日々』で俳優デビューし、眉村卓原作、小中和哉監督の映画『なぞの転校生』で映画初出演を果たす。
2001年、矢口史靖監督の映画『ウォーターボーイズ』で映画初主演。この映画でシンクロナイズドスイミングに取り組む男子高校生を演じ、大ブレイク。第25回日本アカデミー賞では優秀主演男優賞・新人俳優賞、ゴールデンアロー賞の映画新人賞を受賞。注目の若手俳優となった妻夫木はここから快進撃を続け、2001年にテレビドラマ『天国に一番近い男』や『できちゃった結婚』に出演となった。
2002年にテレビドラマ『ランチの女王』に出演し、知名度を上げていく。
2003年、『ブラックジャックによろしく』では、医療現場の現実に打ちのめされながらも誠実さを失わない研修医の斉藤英二郎役で連続ドラマ初主演も飾る。同年、池脇千鶴演じる体に障害を持つヒロイン・ジョゼと愛し合い、しかし結局、彼女から逃げてしまう青年・恒夫に扮した犬童一心監督の映画『ジョゼと虎と魚たち』で初めての本格的な恋愛映画でベッドシーンにも挑戦しそれまでの純粋な好青年のイメージを刷新させ、第77回キネマ旬報ベスト・テン最優秀主演男優賞、報知映画賞、ヨコハマ映画祭などの主演男優賞、そしてロシア・ウラジオストック映画祭の最優秀主演男優賞も獲得し、役者として次なる段階へと進んだ。
2005年、『スローダンス』でフジテレビ月9枠において初主演を果たす。
2009年、『天地人』の直江兼続役でNHK大河ドラマ初出演にして初主演。
2010年、映画『悪人』が第34回モントリオール世界映画祭のワールド・コンペティション部門に出品。日本でも高く評価され、主演の妻夫木も第34回日本アカデミー賞最優秀主演男優賞や第53回ブルーリボン賞主演男優賞を受賞した。
2013年、映画『東京家族』で山田洋次監督作品に初出演。一家の次男役を演じる。以降、家族を演じた同じ共演者たちと同じ山田組で2016年からは『家族はつらいよ』シリーズに出演し続ける。
2015年、台湾・中国・香港合作となるホウ・シャオシェン監督の『黒衣の刺客』に出演。第68回カンヌ国際映画祭・コンペティション部門の監督賞を受賞した。
2016年、『69 sixty nine』、『悪人』に続き3度目のタッグとなる李相日監督の映画『怒り』に出演。ゲイカップル役を演じた初共演の綾野剛とは2週間の同居生活を送るなど関係性を築き上げ、第40回日本アカデミー賞 最優秀助演男優賞を受賞。
2018年、3年半ぶりに連続ドラマ主演を務めるドラマW『イノセント・デイズ』では、出演だけではなく企画にも携わった。9月には野田秀樹と6度目のタッグとなった主演舞台『贋作 桜の森の満開の下』が、日仏友好160周年を記念して開催された芸術祭「ジャポニスム2018」の公式企画の一つとしてパリ公演も上演された。
2020年、TBS系ドラマ『危険なビーナス』で『オレンジデイズ』以来16年ぶりの日曜劇場に主演を務め、本作の放送前日に公式Instagramを開設した。
2022年、主演映画『ある男』が第79回ヴェネチア国際映画祭のオリゾンティ・コンペティション部門に出品される。
2023年、先述の映画『ある男』で、12年ぶりに第46回日本アカデミー賞最優秀主演男優賞を受賞した。

## 人物
神奈川県立舞岡高等学校卒業。高校時代は雑誌の読者モデルの傍ら、横浜スタジアムでビールの売り子のアルバイトもしていた。
趣味は音楽鑑賞、映画鑑賞、ジョギング。特技はベース。1999年ごろ、ミュージシャンだった兄の妻夫木晋也とともにバンド「Basking Lite」を結成していた。妻夫木はベースとボーカルを担当。
ミュージシャンではくるりのファンであることを公言しており、「ばらの花」や「ハイウェイ」を好んで聴いている。彼にとって、くるりは青春であり、くるりと共に成長してきた。
また、インタビューでサカナクション好きであることを明かした際には妻夫木の事務所にサカナクションからグッズが送られた。また、彼らの3rdアルバム「シンシロ」のサンプル音源も送られて最初にそれを手にしたのが妻夫木だった。
母親が佐賀県鳥栖市出身で、現在は母方の祖父母が住んでいる。

### 俳優としての活動
「月9ドラマ」や「大河ドラマ」で主演を務めるなどの実績から現代日本を代表する俳優の一人に数えられる。
その人気は日本だけでなく、中国本土、香港、台湾、韓国などアジアにも及んでおり、映画『どろろ DORORO』の試写会前に香港のワールドトレードセンターで行われたキックオフイベントには約1000人のファンが詰めかけた。
俳優を始めた当初のことを妻夫木自身は後に「自分が何もできなくて、悔しくて、恥ずかしくて、最悪な自分がいた。自分の無力さを感じた」と述懐し、俳優の勉強については「誰にも習わずひとりで勉強した」と語っている。彼は「台本は100回以上、数え切れないほど読んでます。」と語った。
2005年の主演映画『春の雪』の監督である行定勲は、妻夫木とともにインタビューに応じた際、「彼には男としての親近感もあると思うんですよ。それが俳優としては重要なんです。それは彼の育ってきた環境によるメンタリティのようなものからにじみ出ているんですね。映画の主役としての器では、とてもいい素材を持っている俳優さんだと思いますね。」と妻夫木を評している。
デビュー20年目を迎えた際には、今まで俳優の仕事は「待ち」の部分も大きかったが、これからは小さなことでも映画やドラマの制作側に立ち一緒に企画を作り上げていきたいと話している。

### 私生活
2016年8月4日、女優のマイコと4年間の交際を経て婚約を発表、同月中に婚姻届を提出し結婚した。入籍日は非公表だが、8月25日にマイコが出演舞台の公開稽古の取材にて、稽古休みに入籍を済ませ同居を開始したことを明らかにした。2019年8月1日、マイコの第1子妊娠を発表。12月11日、誕生を発表した。名前、誕生日、性別は非公開としている。2022年9月13日、事務所を通じて第2子誕生を発表。

### 交友関係
嵐の櫻井翔と俳優の佐藤隆太とはTBSドラマ『木更津キャッツアイ』で共演したことを機に、櫻井がMCを務める同局番組『櫻井・有吉THE夜会』で3人でのプライベート旅に密着した様子も公開されるなど親交が深く、仲の良さはファンの間でもよく知られている。事務所の後輩でもあった俳優の池松壮亮は、もともとマネージャーも同じで親交が深く、映画『ぼくたちの家族』では兄弟役を演じたが、私生活でも兄弟のように接している。
元プロ野球選手の松坂大輔とは、妻夫木の幼馴染が横浜高校野球部出身だったため、高校時代から親交があり、2021年12月4日にメットライフドーム で開催された松坂の現役引退セレモニーでは花束を贈呈、友人代表としてメッセージを届けた。彼は、松坂大輔が甲子園で優勝した際の土を持っているが、彼の父が友人らに配ってしまい、少ししか残っていない。

## 出演

### 映画
- なぞの転校生（1998年12月26日公開、メディア・ボックス） - 岩田広一 役
- GTO（1999年12月18日公開、東映） - 河原崎一郎太 役
- 富江 re-birth（2001年3月24日公開、大映） - 青山巧 役
- ウォーターボーイズ（2001年9月15日公開、東宝） - 鈴木智（主演） 役
- SABU 〜さぶ〜（2002年10月5日公開、キネマ旬報） - さぶ（主演） 役
- Jam Films 「JUSTICE」（2002年12月28日公開、アミューズピクチャーズ） - 東条（主演） 役
- さよなら、クロ（2003年7月5日公開、シネカノン） - 木村亮介（主演） 役
- ドラゴンヘッド（2003年8月30日公開、東宝） - 青木テル（主演） 役
- ジョゼと虎と魚たち（2003年12月13日公開、アスミック・エース） - 恒夫（主演） 役
- きょうのできごと a day on the planet（2004年3月20日公開、コムストック） - 中沢（主演） 役
- 69 sixty nine（2004年7月10日公開、東映） - 矢崎剣介（主演） 役
- 約三十の嘘（2004年12月18日公開、アスミック・エース） - 佐々木健二 役
- ローレライ（2005年3月5日公開、東宝） - 折笠征人（主演） 役
- 鉄人28号（2005年3月19日公開、松竹） - 風鈴売り 役
- 真夜中の弥次さん喜多さん（2005年4月2日公開、アスミック・エース） - 幻の弥次郎兵衛 役
- 春の雪（2005年10月29日公開、東宝） - 松枝清顕（主演） 役
- やわらかい生活（2006年6月10日公開、松竹） - 気の弱いヤクザ 役
- 涙そうそう（2006年9月30日公開、東宝） - 新垣洋太郎（主演） 役
- ワイルド・スピードX3 TOKYO DRIFT The Fast and the Furious:Tokyo Drift（2006年9月16日公開、ユニバーサル・ピクチャーズ） - スターター 役（カメオ出演）
- どろろ DORORO（2007年1月27日公開、東宝） - 百鬼丸（主演） 役
- 歌謡曲だよ、人生は 第9話 「逢いたくて逢いたくて」（2007年5月12日公開、ザナドゥー） - 鈴木高志（主演） 役
- 憑神（2007年6月23日公開、東映） - 別所彦四郎（主演） 役
- クワイエットルームにようこそ（2007年10月20日公開、アスミック・エース） - コモノ 役
- ザ・マジックアワー（2008年6月7日公開、東宝） - 備後登 役
- 闇の子供たち（2008年8月2日公開、ゴー・シネマ） - 与田博明 役
- TOKYO! 「インテリア・デザイン」（2008年8月16日公開、ビターズ・エンド） - タケシ 役
- パコと魔法の絵本（2008年9月13日公開、東宝） - 室町 役
- ブタがいた教室（2008年11月1日公開、日活） - 星先生（主演） 役
- 感染列島（2009年1月17日公開、東宝） - 松岡剛（主演） 役
- ノーボーイズ,ノークライ（2009年8月22日公開、ファントム・フィルム） - 亨（主演） 役
- ヴィヨンの妻 〜桜桃とタンポポ〜（2009年10月10日公開、東宝） - 岡田 役
- 悪人（2010年9月11日公開、東宝） - 清水祐一（主演） 役
- シュアリー・サムデイ（2010年7月17日公開、松竹） - 警官A 役
- マイ・バック・ページ（2011年5月28日公開、アスミック・エース） - 沢田（主演） 役
- スマグラー おまえの未来を運べ（2011年10月22日公開、ワーナー・ブラザース映画） - 砧涼介（主演） 役
- 愛と誠（2012年6月16日公開、角川映画・東映） - 太賀誠（主演） 役
- 黄金を抱いて翔べ（2012年11月3日公開、松竹） - 幸田弘之（主演） 役
- 東京家族（2013年1月19日公開、松竹） - 平山昌次 役
- 清須会議（2013年11月9日公開、東宝） - 織田信雄 役
- ジャッジ!（2014年1月11日公開、松竹） - 太田喜一郎（主演） 役
- 小さいおうち（2014年1月25日公開、松竹） - 荒井健史 役
- ぼくたちの家族（2014年5月24日公開、ファントム・フィルム） - 若菜浩介（主演） 役
- 渇き。（2014年6月27日公開、ギャガ） - 浅井 役
- 舞妓はレディ（2014年9月13日公開、東宝） - 赤木裕一郎 役
- バンクーバーの朝日（2014年12月20日公開、東宝） - レジー笠原（主演） 役
- 黒衣の刺客 刺客聶隱娘（2015年9月12日公開、台湾映画） - 鏡磨きの青年 役
- 家族はつらいよ（2016年3月12日公開、松竹） - 平田庄太 役
  - 家族はつらいよ2（2017年5月28日、松竹） - 平田庄太 役
  - 妻よ薔薇のように 家族はつらいよIII（2018年5月25日、松竹） - 平田庄太 役
- 殿、利息でござる!（2016年5月14日公開、松竹） - 浅野屋甚内 役
- 怒り（2016年9月17日公開、東宝） - 藤田優馬 役[31]
- ミュージアム（2016年11月12日、ワーナー・ブラザース映画） - カエル男（霧島早苗） 役[45]
- 愚行録（2017年2月18日、ワーナー・ブラザース映画＝オフィス北野） - 田中武志（主演） 役 [46]
- 唐人街探偵 NEW YORK MISSION 唐人街探案2（2018年2月16日公開、万达影视传媒、上海骋亚影视文化传媒） - 野田昊 役
  - 唐人街探偵 東京MISSION 唐人街探案3（2021年2月12日公開、万达影视传媒、上海骋亚影视文化传媒） - 野田昊 役
- 奥田民生になりたいボーイと出会う男すべて狂わせるガール（2017年9月16日、東宝） - コーロキ・ユウジ（主演） 役[47]
- 泣き虫しょったんの奇跡（2018年9月7日、東京テアトル） - 冬野渡 役[48]
- 来る（2018年12月7日、東宝） - 田原秀樹 役[49]
- パラダイス・ネクスト（2019年7月27日、ハーク） - 牧野（主演） 役（豊川悦司とダブル主演）
- 決算!忠臣蔵（2019年11月22日、松竹） - 菅谷半之丞 役[50]
- Red（2020年2月21日、日活） - 鞍田秋彦 役[51]
- 一度死んでみた（2020年3月20日、松竹） - 支配人 役
- 一度も撃ってません（2020年7月3日、キノフィルムズ） - 今西友也 役[52]
- 浅田家!（2020年10月2日、東宝） - 浅田幸宏 役
- ある男（2022年11月18日、松竹） - 城戸章良（主演） 役
- 本心（2024年11月8日公開、ハピネットファントム・スタジオ） - 野崎将人 役[53]
- 宝島（2025年9月19日公開予定、東映 / ソニー・ピクチャーズ エンタテインメント） - グスク（主演） 役[54][55]

### ドラマ
- すばらしい日々（1998年11月7日、フジテレビ）
- 美少女H2 第10話（1999年1月4日、フジテレビ）
- Over Time-オーバー・タイム 第2話（1999年1月11日、フジテレビ）
- お水の花道（1999年1月6日 - 3月24日、フジテレビ） - 中田 役
- 恋の奇跡（1999年4月15日 - 7月1日、テレビ朝日） - 妙子のマネージャー 役
- コワイ童話 「不思議の国のアリス」（1999年6月14日 - 7月5日、TBS） - 松沢 役
- 悪いオンナ 「占っちゃうぞ」（2000年1月6日 - 1月27日、TBS） - 加藤タカハル 役
- SNOW DANCE -ドリカムワンダーランド1999 5万人コンサート爆破予告!!-（2000年3月18日、日本テレビ）
- 池袋ウエストゲートパーク（2000年4月14日 - 6月23日、TBS） - 斉藤富二夫 役
  - 池袋ウエストゲートパーク スペシャル スープの回（2003年3月28日）
- リミット もしも、わが子が…（2000年7月3日 - 9月11日、読売テレビ） - 塩屋篤志 役
- 別れさせ屋 第3話（2001年1月22日、読売テレビ） - 菊池大輔 役
- カバチタレ! 第5話・第10話・第11話（2001年2月8日・3月15日・22日、フジテレビ） - 町田和哉 役
- 学校の怪談 春の物の怪スペシャル 「俺たちの文化祭」（2001年3月27日、フジテレビ）
- 天国に一番近い男 「教師編」（2001年4月13日 - 6月29日、TBS） - 隠岐之島正 役
- できちゃった結婚（2001年7月2日 - 9月10日、フジテレビ） - 新庄巧 役
- プラトニック・セックス -娘の叫び!親の涙…そして親子の闘いが始まる- 第1部 「17歳の青春編」（2001年9月24日、フジテレビ） - 辻本峻 役
- 忠臣蔵1/47（2001年12月28日、フジテレビ） - 高田郡兵衛 役
- ロング・ラブレター〜漂流教室〜（2002年1月9日 - 3月20日、フジテレビ） - 藤沢隆太 役
- 東京ぬけ道ガール（2002年2月1日 - 2月22日、日本テレビ） - アキラ 役
- 木更津キャッツアイ 第9話（2002年1月18日 - 3月15日、TBS） - リトル山田 役
- ウエディングプランナー SWEETデリバリー（2002年4月10日 - 6月26日、フジテレビ） - 鳴海柊平 役
- SABU 〜さぶ〜（2002年5月14日、名古屋テレビ） - さぶ（主演） 役[注 1]
- ランチの女王（2002年7月1日 - 9月16日、フジテレビ） - 鍋島純三郎 役
- ブラックジャックによろしく（2003年4月11日 - 6月20日、TBS） - 斉藤英二郎（主演） 役
  - ブラックジャックによろしく スペシャル 〜涙のがん病棟編〜（2004年1月3日）
- 砦なき者（2004年4月2日、テレビ朝日） - 八尋樹一郎 役
- オレンジデイズ（2004年4月11日 - 6月20日、TBS） - 結城櫂（主演） 役
- 世にも奇妙な物語（フジテレビ）
  - 〜2005春の特別編〜「美女缶」（2005年4月12日） - 内尾雄太（主演） 役
  - 25周年記念!秋の2週連続SP 映画監督編「幸せを運ぶ眼鏡」（2015年11月28日） - 村上涼太（主演） 役[56]
- スローダンス（2005年7月4日 - 9月12日、フジテレビ） - 芹沢理一（主演） 役
- 天国と地獄（2007年9月8日、テレビ朝日） - 竹内銀次郎 役
- 大河ドラマ 天地人[57]（2009年1月4日 - 11月22日、NHK総合） - 直江兼続（主演） 役
- 東野圭吾ミステリーズ 第6話（2012年8月16日、フジテレビ） - 北沢孝典 役
- 私が黄金を追う理由〜映画「黄金を抱いて翔べ」スペシャルドラマ〜（2012年10月1日 - 10月27日、BeeTV） - 幸田弘之 役
- 世界から猫が消えたなら（2013年7月20日、NHK-FM） - 僕／悪魔（主演） 役 （ラジオドラマ）[58][59][60]
- 若者たち2014（2014年7月9日 - 9月24日、フジテレビ） - 佐藤旭（主演） 役[61][62]
- キッドナップ・ツアー（2016年8月2日、NHK総合） - お父さん（主演） 役 [63]
- イノセント・デイズ（2018年3月18日 - 4月22日、WOWOW） - 佐々木慎一（主演） 役[64]
- 乱反射（2018年9月22日、テレビ朝日） - 加山聡（主演） 役[65][66]
- 危険なビーナス（2020年10月11日 - 12月13日、TBS） - 手島伯朗（主演） 役[67][68]
- しかたなかったと言うてはいかんのです（2021年8月13日、NHK総合） - 鳥居太一（主演） 役[69]
- Get Ready!（2023年1月8日 - 3月12日、TBS） - 波佐間永介（主演） 役[70][71]
- 生きとし生けるもの（2024年5月6日、テレビ東京） - 佐倉陸（主演） 役（渡辺謙とダブル主演）[72]
- 連続テレビ小説 あんぱん 第50回 - （2025年6月6日 - 、NHK総合） - 八木信之介 役[73]
- ザ・ロイヤルファミリー（2025年10月〈予定〉 - 、TBS） - 栗須栄治（主演） 役[74]

### 舞台
- LOVE LETTERS（2001年12月20日、PARCO劇場） - アンディ役
- キル （2007年12月7日 - 2008年1月31日） - テムジン 役
- 南へ （2011年2月10日 - 3月31日） - 南のり平 役
- エッグ （2012年9月5日 - 10月28日） - 阿倍比羅夫 役
- スジナシBLITZシアター Vol.2（2015年9月3日）[75]
- キネマと恋人 (2016年11月15日 - 12月4日、シアタートラム)
- 足跡姫～時代錯誤冬幽霊～（2017年1月18日－3月12日、東京芸術劇場プレイハウス）
- 『贋作・桜の森の満開の下』 （2018年9月1日 - 9月12日、東京芸術劇場プレイハウス / 9月28日 - 10月3日、フランス・国立シャイヤー劇場 / 10月13日 - 10月21日、大阪・新歌舞伎座 / 10月25日 - 10月29日、北九州芸術劇場大ホール / 11月3日 - 11月25日、東京芸術劇場プレイハウス） - 耳男 役[76]
- キネマと恋人（2019年6月8日 - 6月23日、高木高助<俳優>／間坂寅蔵<映画の人物>、世田谷パブリックシアター）【ツアー公演】北九州公演（2019年6月28日 - 30日、北九州芸術劇場 中劇場）、兵庫公演（2019年7月3日 - 7日、兵庫県立芸術文化センター 阪急中ホール）、名古屋公演（2019年7月12日 - 15日、名古屋市芸術創造センター）、盛岡公演（2019年7月20日 - 21日、盛岡劇場 メインホール）、新潟公演（2019年7月26日 - 28日、りゅーとぴあ 新潟市民芸術文化会館 劇場）

### ラジオ
- 藤原竜也と妻夫木聡のチャレンジ・ナイツ（1999年5月 - 2000年3月、ニッポン放送）
- FMシアター ラジオドラマ「世界から猫が消えたなら」（2013年7月20日、NHK-FM） - 僕 / 悪魔 二役[77]

### 劇場アニメ
- STAND BY ME ドラえもん（2014年8月8日公開、東宝） - のび太青年 役
- STAND BY ME ドラえもん 2（2020年11月20日公開、東宝） - 大人のび太 役[78]

### 吹き替え
- ゴールデン洋画劇場 夏休み映画特別企画『タイタニック』日本特別編集版 （2001年8月31日・2001年9月1日、フジテレビ） - ジャック・ドーソン役（レオナルド・ディカプリオの日本語吹き替え）

### 人形劇
- シャーロック ホームズ（2014年、NHK総合・Eテレ） - ジェファーソン・ホープ（声の出演）

### ミュージックビデオ
- Janne Da Arc 「Rainy 〜愛の調べ〜」 （2003年5月8日リリース）
- くるり 「ハイウェイ」 （2003年11月5日リリース）

### CM
- 江崎グリコ
  - メンズポッキー （1999年 - 2000年） - 池内博之らと共演
  - ポッキー 黒胡麻（2005年）
  - カレノア （2006年 - 2007年）
  - アーモンドピーク （2012年 - 2013年） - 松嶋菜々子と共演
  - smile Glico（2014年 - 2018年）
  - じゃんけんグリコ2020（2020年）
- 日本コカ・コーラ 「コカ・コーラ」 （1999年 - 2000年） - すほうれいこと共演
- ミニストップ （2000年 - 2002年） - 松本まりかと共演
- NTTドコモ
  - 春のドコモフェア（2001年）
  - DoCoMo2.0（2007年 - 2008年） - 長瀬智也、瑛太と共演
- 日本放送協会 「NHK BSハイビジョン」 （2001年）
- 富士写真フイルム 「チェキ」 （2001年 - 2002年） - 押尾学と共演
- 日本中央競馬会「GOOD LUCK!」（2002年） - 小林薫、永瀬正敏と共演
- 大塚製薬 「エネルゲン FAST BREAK ゼリー」（2002年）
- モルトベーネ 「ベーネクリスタル」 （2002年 - 2004年）
- 松下電器産業 「DIGA」 （2003年 - 2005年） - ボブ・サップと共演
- KDDI「au」 （2003年 - 2006年）
- キリンビール 「小麦」 （2004年）
- 任天堂 「ゲームボーイミクロ」 （2005年）
- UFJニコス 「NICOS カード」 （2005年 - 2006年） - 浅見千代子と共演
- 東京ガス （2006年 - 2017年）- ピエール瀧、小西真奈美、東幹久、榎木孝明、広瀬すずらと共演
- ユニクロ「UNIQLO MIX」（2006年）
- リクルート
  - フロム・エー（2006年）
  - リクナビNEXT（2015年 - 2016年）
- 全日空（2007年 - 2009年）
- サントリーフーズ 「PEPSI NEX」 （2007年）
- 富士重工業 「インプレッサ」 （2007年 - 2010年）
- 味の素 「Cook Do」 （2008年 - 2009年）
- 資生堂 「uno」 （2009年 - 2013年） - 入山法子、瑛太、小栗旬、三浦春馬、宮崎あおい、菅井きんと共演
- カプコン 「モンスターハンター3」 （2009年）
- サッポロビール 「生ビール 黒ラベル」 （2010年 - ）
  - 大人エレベーター 
    - 54歳編 - Char、中村勘三郎と共演
    - 39歳編 - 宮藤官九郎、宮迫博之（雨上がり決死隊）と共演
    - 77歳編 - 仲代達矢と共演
    - 46歳編 - リリー・フランキーと共演
    - 44歳編 - スガシカオと共演
    - 25歳編 - 白鵬翔と共演
    - 55歳編 - 佐野元春と共演
    - 64歳編 - 岸部一徳、高田純次と共演
    - 64歳編 - 北野武と共演
    - 45歳編 - 斉藤和義と共演
    - 56歳編 - 竹中直人と共演
    - 46歳編 - 古田新太と共演
    - 47歳編 - 奥田民生と共演
    - HALL  - リリー・フランキー、奥田民生、斉藤和義と共演
    - 35歳編 - 中村俊輔と共演
    - 41歳編 - ケンドーコバヤシと共演
    - 58歳編 - 國村隼と共演
    - 53歳編 - 豊川悦司と共演
    - 40歳編 - 黒田博樹と共演
    - 66歳編 - 松本隆と共演
    - 35歳編 - 山口一郎（サカナクション）と共演
    - 61歳編 - 所ジョージと共演
    - 40歳編 - 中田英寿と共演
    - 36歳編 - 星野源と共演
    - 65歳編 - 坂本龍一と共演
    - 32歳編 - 村田諒太と共演
    - 58歳編 - 庵野秀明と共演
    - 30歳編 - 田中将大と共演
    - 27歳編 - 常田大希（King Gnu）と共演
    - 総集編 - 出演：北野武、Char、中村勘三郎、坂本龍一、奥田民生、山口一郎（サカナクション）、常田大希（King Gnu）『第97回箱根駅伝』放送時間内限定（2021年1月2日・3日）
    - 44歳編 - 内田也哉子と共演
    - 33歳編 - 内田篤人と共演
    - 55歳編 - 宮本浩次と共演[79]
    - 2022年リニューアル編[80]
    - 50歳編 - YUKIと共演
    - 28歳編 - 反田恭平と共演
    - 26歳編 - 三笘薫と共演[81]
    - 33歳編 - RIEHATAと共演[82]
    - 50歳編 - 浅野忠信と共演[83]
    - 40歳編 - 長谷部誠と共演
    - サンボマスター編 - サンボマスターと共演[84]
- トヨタ自動車「未来のドラえもん」（2011年 - 2016年） - 野比のび太 役 ・ジャン・レノ（ドラえもん）、小川直也（ジャイアン）、水川あさみ（源静香）、前田敦子（ジャイ子）、山下智久（骨川スネ夫）と共演
- キヤノン （2012年 - 2018年） - 新垣結衣と共演
- みずほ銀行
  - ロト7（2013年 - 2018年3月） - 柳葉敏郎、新井浩文、名高達男、石橋凌、戸田恵梨香、本田博太郎、小泉孝太郎と共演。
  - ジャンボ宝くじ「ジャンボきょうだい」（2020年 - ） - 長男 役・吉岡里帆（長女）、今田美桜（二女）、成田凌（二男）、矢本悠馬（三男）と共演
- パフォーム・グループ「DAZN」（2017年 - 2018年）
- 花王「メリット」（2018年 - 2019年3月）
- 本田技研工業「FIT」（2019年10月 - 2022年）
- 日本マクドナルド
  - ごはんバーガー（2021年） - 志尊淳と共演
  - 夜マック（2022年 - 2024年） - 夜マック店長 役・伊藤沙莉らと共演[85]
  - ひるマック（2025年 - ）- 濱田岳と共演
- MOTEX「LANSCOPE」（2021年 - 2024年）
- 大正製薬「リポビタンD」（2024年 - ）- 木南晴夏と共演
- 台湾観光政府局（2024年 - ）

### その他
- 夜の××自慢 （2000年、TBS） - YOU、千原兄弟と共演
- ドスペ2 「DVD型音楽バラエティ マイナスターズ」（2005年1月22日） - 部屋でDVDを観ている俳優役
- 第59回NHK紅白歌合戦（2008年12月31日、NHK総合・ラジオ第1） - ゲスト審査員
- 僕らの定点観測〜アフターコロナの乗りこなし方〜 （2020年、NHK Eテレ） - 山口一郎、森永邦彦（ファッションデザイナー）、又吉直樹、吉田ユニと共演[86]
- “シュガー&シュガー”サカナクションの音楽実験番組 （2020年、NHK Eテレ） - 山口一郎と共演[87]
- オールスター感謝祭（2000年春・2020年秋、TBS） - 2000年春は「池袋ウエストゲートパーク」、2020年秋は「危険なビーナス」の代表として解答者で参加。
- あさイチ「プレミアムトーク 妻夫木聡」（2022年11月11日、NHK総合）

## その他
- 台湾観光庁 アンバサダー（2024年10月 - ）[88]

## 書籍

### 写真集
- ファーストフォトブック『カレ、ツマブキサトシ』（2000年10月、学習研究社）ISBN 978-4-05-401251-6
- 『アクターズ・ファイル』（2012年07月、キネマ旬報社）ISBN 9784873763965

## 受賞歴

### 映画
- 2001年度
  - 第25回日本アカデミー賞（『ウォーターボーイズ』）
    - 優秀主演男優賞
    - 新人俳優賞

  - 第39回ゴールデン・アロー賞 新人賞（映画）
  - 第26回エランドール賞 新人賞（『別れさせ屋』第3話､『カバチタレ!』､『富江 re-birth』､『学校の怪談 春の物の怪スペシャル「俺たちの文化祭」』､『天国に一番近い男「教師編」』､『できちゃった結婚』､『ウォーターボーイズ』､『プラトニック・セックス ｰ娘の叫び!親の涙…そして親子の闘いが始まるｰ 第1部「17歳の青春編」』）[89]
- 2003年度
  - 第77回キネマ旬報ベスト・テン主演男優賞（『ジョゼと虎と魚たち』､『さよなら、クロ』､『ドラゴンヘッド』）
  - 第25回ヨコハマ映画祭 主演男優賞（『さよなら、クロ』､『ドラゴンヘッド』）
  - 第18回高崎映画祭 最優秀主演男優賞（『ジョゼと虎と魚たち』）
- 2004年度
  - 第2回ロシア・ウラジオストック映画祭 最優秀主演男優賞
  - 第29回報知映画賞 主演男優賞 （『ジョゼと虎と魚たち』､『きょうのできごと』､『69 sixty nine』）
- 2005年度
  - 第29回日本アカデミー賞 優秀主演男優賞（『春の雪』）
- 2006年度
  - 第30回日本アカデミー賞 優秀主演男優賞（『涙そうそう』）[90][91]
- 2010年度
  - 第23回日刊スポーツ映画大賞・石原裕次郎賞 主演男優賞（『悪人』）
  - 第53回ブルーリボン賞主演男優賞（『悪人』）
  - 第34回日本アカデミー賞 最優秀主演男優賞（『悪人』）[92]
- 2013年度
  - ジャパンアクションアワード2013 ベストアクション男優 優秀賞（『愛と誠』）[93]
  - 第37回日本アカデミー賞 優秀助演男優賞（『東京家族』）[94]
- 2014年度
  - 第6回TAMA映画賞 最優秀男優賞（『ぼくたちの家族』､『清須会議』､『ジャッジ!』､『小さいおうち』､『渇き。』､『STAND BY ME ドラえもん』､『舞妓はレディ』）
- 2016年度
  - 第29回東京国際映画祭 ARIGATŌ（ありがとう）賞[95]
  - 第29回日刊スポーツ映画大賞・石原裕次郎賞 助演男優賞（『怒り』､『ミュージアム』）[96]
  - 第40回日本アカデミー賞 最優秀助演男優賞（『怒り』）[97][98]
  - 2016年度全国映連賞 男優賞
- 2020年度
  - 第33回日刊スポーツ映画大賞 助演男優賞（『浅田家!』『Red』『一度も撃ってません』など）[99]
  - 第44回日本アカデミー賞 優秀助演男優賞 (『浅田家!』)
- 2022年度
  - 第46回日本アカデミー賞 最優秀主演男優賞（『ある男』）[100]

### ドラマ
- 2002年度
  - 第34回ザテレビジョンドラマアカデミー賞 助演男優賞（『ランチの女王』）[101]
- 2003年度
  - 第37回ザテレビジョンドラマアカデミー賞 主演男優賞（『ブラックジャックによろしく』）[102]
- 2004年度
  - 第12回橋田賞 新人賞（『ブラックジャックによろしく』）[103]
  - 第41回ザテレビジョンドラマアカデミー賞 主演男優賞（『オレンジデイズ』）[104]

### その他
- 2011年度
  - 51st ACC CM FESTIVAL テレビCM部門 タレント賞（「東京ガス」「サッポロビール」「資生堂」）